# Torneo Transición de la Primera B de Chile 2017
El Campeonato Nacional de Transición de la Primera División B de la Asociación Nacional de Fútbol Profesional 2017, o simplemente Campeonato Nacional de Transición Loto 2017 (por razones de patrocinio), fue la edición N.º 68 de este torneo. Corresponde a la temporada 2017 de la Primera B del fútbol chileno. Fue organizado por la Asociación Nacional de Fútbol Profesional de Chile (ANFP).
Las novedades que presentó este torneo son el retorno de Cobresal a la categoría, luego de 15 años y medio ininterrumpidos en la Primera División y que jugó su primer torneo en esta categoría, desde la temporada 2001 y el regreso de Barnechea, que ascendió por ser el campeón de la Segunda División Profesional 2016-17 y que fue autorizado por el Tribunal de Libre Competencia (TLC), luego de que la ANFP rechazara su incorporación, por no pagar la cuota de dinero exigida, para participar en este torneo.

## Sistema de campeonato

### Durante el torneo
Se jugaron 15 fechas divididas en tan solo 1 rueda (localía bajo sorteo), bajo el sistema conocido como todos contra todos. En este torneo, se observó el sistema de puntos, de acuerdo a la reglamentación de la Internacional F.A. Board, asignándose tres puntos, al equipo que resulte ganador; un punto, a cada uno en caso de empate; y cero punto al perdedor.
El orden de clasificación de los equipos, se determinará en una tabla de cómputo general, de la siguiente manera:
- A) Mayor cantidad de puntos obtenidos; en caso de igualdad;
- B) Mayor diferencia entre los goles marcados y recibidos; en caso de igualdad;
- C) Mayor cantidad de partidos ganados; en caso de igualdad;
- D) Mayor cantidad de goles convertidos; en caso de igualdad;
- E) Mayor cantidad de goles de visita marcados; en caso de igualdad;
- F) Menor cantidad de tarjetas rojas recibidas; en caso de igualdad;
- G) Menor cantidad de tarjetas amarillas recibidas; en caso de igualdad;
- H) Sorteo.

En cuanto al campeón del torneo 2016-17, se definirá de acuerdo al siguiente sistema:
- A) Mayor cantidad de puntos obtenidos; en caso de igualdad;
- B) Partido de definición en cancha neutral.

En caso de que la igualdad sea de más de dos equipos, esta se dejará reducida a dos clubes,
de acuerdo al orden de clasificación de los equipos determinado anteriormente.

### Finalizado el torneo
El equipo que finalice en el primer lugar del torneo tras las 15 fechas, se proclamará campeón, y clasificará a la Semifinal de Promoción, válido por medio cupo en Primera División para el año 2018. Para ascender, debe superar la semifinal ante el subcampeón del torneo anterior, y en la final ante el último del Transición de Primera División 2017
Descenderá a Segunda División el equipo que termine en el último puesto de la tabla de promedios.

## Árbitros
Esta es la lista de árbitros del torneo de transición de la Primera B edición 2017. Los árbitros de la Primera División, pueden arbitrar en la parte final de este torneo, siempre y cuando no sean designados, para arbitrar en una fecha del campeonato de la categoría mencionada. Los árbitros que aparecen en la lista, pueden dirigir en las otras dos categorías profesionales, si la ANFP así lo estime conveniente.
| Árbitros          | Edad    | Categoría |
| ----------------- | ------- | --------- |
| Fabián Aracena    | 40 años |           |
| Claudio Aranda    | 52 años |           |
| Patricio Blanca   | 43 años |           |
| José Cabero       | 40 años |           |
| Cristián Droguett | 46 años |           |
| Nicolás Gamboa    | 37 años |           |
| Cristián Garay    | 35 años |           |
| Marcelo González  | 45 años |           |
| Felipe Jara       | 40 años |           |
| Marcelo Jeria     | 42 años |           |
| Nicolás Muñoz     | 40 años |           |
| Omar Oporto       | 41 años |           |
| Carlos Rumiano    | 48 años |           |
| Benjamín Saravia  | 37 años |           |
| Rafael Troncoso   | 47 años |           |
| Fernando Véjar    | 35 años |           |

## Clubes participantes

### Clubes por región
| Club                  | Región             | Comuna o ciudad         |
| --------------------- | ------------------ | ----------------------- |
| San Marcos de Arica   | Arica y Parinacota | Arica                   |
| Cobreloa              | Antofagasta        | Calama                  |
| Cobresal              | Atacama            | El Salvador             |
| Deportes Copiapó      | Atacama            | Copiapó                 |
| Coquimbo Unido        | Coquimbo           | Coquimbo                |
| Deportes La Serena    | Coquimbo           | La Serena               |
| Unión La Calera       | Valparaíso         | La Calera               |
| Unión San Felipe      | Valparaíso         | San Felipe              |
| Barnechea             | Metropolitana      | Santiago (Lo Barnechea) |
| Magallanes            | Metropolitana      | Santiago (San Bernardo) |
| Santiago Morning      | Metropolitana      | Santiago (La Pintana)   |
| Rangers               | Maule              | Talca                   |
| Ñublense              | Ñuble              | Chillán                 |
| Iberia                | Biobío             | Los Ángeles             |
| Deportes Valdivia     | Los Ríos           | Valdivia                |
| Deportes Puerto Montt | Los Lagos          | Puerto Montt            |

| Barnechea Magallanes Santiago Morning |

### Relevo de clubes

#### Clubes entrantes
| Pos. | Descendido a la Primera B 2017 |
| ---- | ------------------------------ |
| 16º  | Cobresal                       |

| Pos. | Ascendido a la Primera B 2017 |
| ---- | ----------------------------- |
| 1º   | Barnechea                     |

#### Clubes salientes
| Pos. | Descendido a la Segunda División Profesional 2017 |
| ---- | ------------------------------------------------- |
| 15º  | No hubo                                           |

| Pos. | Ascendido a la Primera División 2017 |
| ---- | ------------------------------------ |
| 1º   | Curicó Unido                         |

### Información de los clubes
Fecha de actualización: 20 de octubre de 2017
| Club                  | Entrenador        | Estadio Principal          | Capacidad | Marca                 | Sponsor Principal |
| Barnechea             | Arturo Norambuena | Municipal de Lo Barnechea  | 3.000     | Mitre Sports          |                   |
| Cobreloa              | José Sulantay     | Zorros del Desierto        | 13.000    | Macron                | Finning CAT       |
| Cobresal              | Gustavo Huerta    | El Cobre                   | 20.000    | KS7                   | PF                |
| Coquimbo Unido        | Patricio Graff    | Francisco Sánchez Rumoroso | 18.000    | Icone Sports          | TPC               |
| Deportes Copiapó      | Erwin Durán       | La Caldera                 | 3.000     | Onefit                | Aguas Chañar      |
| Deportes La Serena    | Jaime García      | La Portada                 | 18.243    | Luanvi                | La Alpina         |
| Deportes Puerto Montt | Óscar Correa      | Chinquihue                 | 11.000    | KS7                   | PF                |
| Deportes Valdivia     | Jorge Aravena     | Parque Municipal           | 5.397     | Onefit                | AFP Modelo        |
| Iberia                | Luis Landeros     | Municipal de Los Ángeles   | 4.150     | Training Professional | VTR               |
| Magallanes            | Hugo Balladares   | Municipal de San Bernardo  | 3.500     | KS7                   | Besalco           |
| Ñublense              | Emiliano Astorga  | Nelson Oyarzún Arenas      | 12.000    | Select                | Iansa             |
| Rangers               | Juan José Ribera  | Fiscal de Talca            | 8.324     | Training Professional | PF                |
| San Marcos de Arica   | Ariel Pereyra     | Carlos Dittborn            | 10.000    | KS7                   | TPA               |
| Santiago Morning      | Hernán Godoy      | Municipal de La Pintana    | 6.000     | Training Professional | Finasur           |
| Unión La Calera       | Víctor Rivero     | Lucio Fariña Fernández     | 7.703     | KS7                   |                   |
| Unión San Felipe      | Damián Ayude      | Municipal de San Felipe    | 10.000    | KS7                   | PF                |

#### Cambios de entrenadores
Los entrenadores interinos aparecen en cursiva.
| Club              | Entrenador       | Fechas        |
| Rangers           | Luis Guajardo    | 1 - 6         |
| Rangers           | Juan José Ribera | 7 - Presente  |
| Unión San Felipe  | Hernán Madrid    | 1 - 7         |
| Unión San Felipe  | Damián Ayude     | 8 - Presente  |
| Cobresal          | Rubén Vallejos   | 1 - 9         |
| Cobresal          | Gustavo Huerta   | 10 - Presente |
| Deportes Valdivia | Claudio Rojas    | 1 - 11        |
| Deportes Valdivia | Jorge Aravena    | 12 - Presente |

## Tabla de posiciones
Fecha de actualización: 13 de noviembre de 2017.
| Pos. | Club                  | PTS | PJ | PG | PE | PP | GF | GC | DIF | REND. |
| ---- | --------------------- | --- | -- | -- | -- | -- | -- | -- | --- | ----- |
| 1.   | Unión La Calera (C)   | 34  | 15 | 10 | 4  | 1  | 25 | 11 | +14 | 75,6% |
| 2.   | Deportes Copiapó      | 26  | 15 | 8  | 2  | 5  | 24 | 18 | +6  | 57,8% |
| 3.   | Cobreloa              | 23  | 15 | 7  | 2  | 6  | 30 | 28 | +2  | 51,1% |
| 4.   | Coquimbo Unido        | 22  | 15 | 6  | 4  | 5  | 18 | 16 | +2  | 48,9% |
| 5.   | Barnechea             | 22  | 15 | 6  | 4  | 5  | 26 | 25 | +1  | 48,9% |
| 6.   | Magallanes            | 21  | 15 | 6  | 3  | 6  | 18 | 19 | -1  | 46,7% |
| 7.   | Deportes Puerto Montt | 21  | 15 | 6  | 3  | 6  | 18 | 20 | -2  | 46,7% |
| 8.   | Cobresal              | 20  | 15 | 6  | 2  | 7  | 23 | 20 | +3  | 44,4% |
| 9.   | Unión San Felipe      | 20  | 15 | 4  | 8  | 3  | 14 | 14 | 0   | 44,4% |
| 10.  | San Marcos de Arica   | 20  | 15 | 5  | 5  | 5  | 20 | 21 | -1  | 44,4% |
| 11.  | Deportes La Serena    | 19  | 15 | 5  | 4  | 6  | 20 | 20 | 0   | 42,2% |
| 12.  | Ñublense              | 18  | 15 | 4  | 6  | 5  | 11 | 13 | -2  | 40%   |
| 13.  | Iberia                | 18  | 15 | 5  | 3  | 7  | 25 | 28 | -3  | 40%   |
| 14.  | Santiago Morning      | 17  | 15 | 4  | 5  | 6  | 17 | 23 | -6  | 37,8% |
| 15.  | Deportes Valdivia     | 15  | 15 | 4  | 3  | 8  | 11 | 17 | -6  | 33,3% |
| 16.  | Rangers               | 13  | 15 | 3  | 4  | 8  | 14 | 21 | -7  | 28,9% |

     Campeón. Clasifica a Semifinal de Promoción, por el ascenso a Primera División 2018.

- El ganador de dicha Semifinal, enfrentará al último del promedio de la Primera División, por el cupo a la Primera División 2018.

## Evolución de la tabla de posiciones
| Club / Fecha          | 01 | 02 | 03 | 04 | 05 | 06 | 07 | 08 | 09 | 10 | 11 | 12 | 13 | 14 | 15 |
| --------------------- | -- | -- | -- | -- | -- | -- | -- | -- | -- | -- | -- | -- | -- | -- | -- |
| Unión La Calera       | 7  | 12 | 8  | 4  | 3  | 2  | 2  | 1  | 1  | 1  | 1  | 1  | 1  | 1  | 1  |
| Deportes Copiapó      | 9  | 4  | 3  | 1  | 1  | 1  | 1  | 2  | 2  | 3  | 6  | 8  | 2  | 3  | 2  |
| Cobreloa              | 5  | 3  | 5  | 2  | 7  | 4  | 7  | 7  | 3  | 2  | 2  | 2  | 3  | 2  | 3  |
| Coquimbo Unido        | 8  | 5  | 9  | 5  | 4  | 6  | 3  | 5  | 5  | 5  | 4  | 6  | 8  | 4  | 4  |
| Barnechea             | 13 | 7  | 7  | 13 | 13 | 12 | 13 | 10 | 8  | 7  | 5  | 3  | 4  | 5  | 5  |
| Magallanes            | 15 | 16 | 13 | 15 | 16 | 16 | 15 | 13 | 14 | 11 | 14 | 13 | 11 | 10 | 6  |
| Deportes Puerto Montt | 3  | 6  | 11 | 9  | 10 | 13 | 12 | 15 | 11 | 10 | 9  | 9  | 5  | 6  | 7  |
| Cobresal              | 6  | 11 | 15 | 12 | 14 | 11 | 9  | 11 | 12 | 14 | 13 | 12 | 14 | 11 | 8  |
| Unión San Felipe      | 12 | 13 | 12 | 10 | 12 | 14 | 14 | 14 | 13 | 13 | 11 | 14 | 12 | 12 | 9  |
| San Marcos de Arica   | 2  | 2  | 1  | 6  | 2  | 7  | 4  | 6  | 6  | 6  | 8  | 5  | 7  | 8  | 10 |
| Deportes La Serena    | 1  | 8  | 10 | 7  | 8  | 5  | 5  | 3  | 4  | 4  | 3  | 4  | 6  | 7  | 11 |
| Ñublense              | 11 | 10 | 6  | 11 | 5  | 9  | 11 | 8  | 9  | 9  | 10 | 10 | 13 | 9  | 12 |
| Iberia                | 14 | 9  | 4  | 8  | 9  | 10 | 8  | 9  | 10 | 12 | 12 | 11 | 10 | 13 | 13 |
| Santiago Morning      | 4  | 1  | 2  | 3  | 6  | 3  | 6  | 4  | 7  | 8  | 7  | 7  | 9  | 14 | 14 |
| Deportes Valdivia     | 10 | 14 | 14 | 14 | 11 | 8  | 10 | 12 | 15 | 15 | 16 | 16 | 15 | 16 | 15 |
| Rangers               | 16 | 15 | 16 | 16 | 15 | 15 | 16 | 16 | 16 | 16 | 15 | 15 | 16 | 15 | 16 |

## Resultados
|  | Deportes Puerto Montt | 2 - 0 | Rangers          |  | Chinquihue              | Julio Bascuñán  | 29 de julio | 18:00 |  |
|  | Deportes La Serena    | 3 - 1 | Iberia           |  | La Portada              | Nicolás Gamboa  | 29 de julio | 19:00 |  |
|  | Santiago Morning      | 2 - 0 | Magallanes       |  | Municipal de La Pintana | Rafael Troncoso | 30 de julio | 12:00 |  |
|  | Deportes Valdivia     | 0 - 0 | Coquimbo Unido   |  | Parque Municipal        | Felipe Jara     | 30 de julio | 15:00 |  |
|  | Ñublense              | 0 - 0 | Deportes Copiapó |  | Nelson Oyarzún Arenas   | José Cabero     | 30 de julio | 15:30 |  |
|  | Cobresal              | 1 - 1 | Unión La Calera  |  | El Cobre                | Patricio Blanca | 30 de julio | 15:30 |  |
|  | San Marcos de Arica   | 3 - 1 | Barnechea        |  | Carlos Dittborn         | Cristián Garay  | 30 de julio | 16:00 |  |
|  | Unión San Felipe      | 0 - 1 | Cobreloa         |  | Lucio Fariña Fernández  | Omar Oporto     | 30 de julio | 20:30 |  |

|  | Magallanes       | 0 - 0 | Ñublense              |  | Municipal de San Bernardo  | Franco Arrué      | 5 de agosto | 15:00 |  |
|  | Deportes Copiapó | 2 - 1 | Deportes Puerto Montt |  | Nelson Rojas               | Omar Oporto       | 5 de agosto | 16:00 |  |
|  | Rangers          | 1 - 1 | Unión San Felipe      |  | Fiscal de Talca            | Claudio Aranda    | 5 de agosto | 18:00 |  |
|  | Barnechea        | 3 - 1 | Deportes La Serena    |  | Municipal de Lo Barnechea  | Benjamín Saravia  | 5 de agosto | 18:00 |  |
|  | Coquimbo Unido   | 1 - 0 | Cobresal              |  | Francisco Sánchez Rumoroso | Cristián Droguett | 5 de agosto | 19:00 |  |
|  | Iberia           | 3 - 1 | Deportes Valdivia     |  | Municipal de Los Ángeles   | Fernando Vejar    | 6 de agosto | 15:30 |  |
|  | Cobreloa         | 3 - 3 | San Marcos de Arica   |  | Zorros del Desierto        | Marcelo González  | 6 de agosto | 16:00 |  |
|  | Unión La Calera  | 0 - 1 | Santiago Morning      |  | Lucio Fariña Fernández     | Nicolás Gamboa    | 6 de agosto | 20:30 |  |

|  | Deportes Puerto Montt | 2 - 4 | Iberia          |  | Chinquihue              | Felipe Jara       | 12 de agosto | 18:00 |  |
|  | Deportes La Serena    | 0 - 1 | Unión La Calera |  | La Portada              | Rafael Troncoso   | 12 de agosto | 19:00 |  |
|  | Unión San Felipe      | 1 - 1 | Magallanes      |  | Lucio Fariña Fernández  | José Cabero       | 12 de agosto | 20:30 |  |
|  | Ñublense              | 1 - 0 | Rangers         |  | Nelson Oyarzún Arenas   | Marcelo González  | 13 de agosto | 15:30 |  |
|  | Santiago Morning      | 1 - 1 | Barnechea       |  | Municipal de La Pintana | Angelo Hermosilla | 13 de agosto | 15:30 |  |
|  | Deportes Valdivia     | 0 - 0 | Cobreloa        |  | Parque Municipal        | Patricio Blanca   | 13 de agosto | 15:30 |  |
|  | Deportes Copiapó      | 2 - 1 | Cobresal        |  | La Caldera              | Nicolás Gamboa    | 13 de agosto | 16:00 |  |
|  | San Marcos de Arica   | 2 - 1 | Coquimbo Unido  |  | Carlos Dittborn         | Fabián Aracena    | 13 de agosto | 17:00 |  |

|  | Magallanes         | 1 - 2 | Deportes Puerto Montt |  | Municipal de San Bernardo  | Héctor Jona       | 19 de agosto | 16:00 |  |
|  | Barnechea          | 1 - 3 | Deportes Copiapó      |  | Municipal de Lo Barnechea  | Fabián Aracena    | 19 de agosto | 18:00 |  |
|  | Coquimbo Unido     | 1 - 0 | Ñublense              |  | Francisco Sánchez Rumoroso | Fernando Vejar    | 19 de agosto | 19:00 |  |
|  | Deportes La Serena | 3 - 0 | San Marcos de Arica   |  | La Portada                 | Cristián Droguett | 20 de agosto | 15:30 |  |
|  | Iberia             | 1 - 2 | Unión San Felipe      |  | Municipal de Los Ángeles   | Marcelo González  | 20 de agosto | 15:30 |  |
|  | Cobresal           | 2 - 1 | Deportes Valdivia     |  | El Cobre                   | José Cabero       | 20 de agosto | 15:30 |  |
|  | Cobreloa           | 4 - 3 | Santiago Morning      |  | Zorros del Desierto        | Omar Oporto       | 20 de agosto | 16:00 |  |
|  | Unión La Calera    | 1 - 0 | Rangers               |  | Lucio Fariña Fernández     | Felipe Jara       | 20 de agosto | 20:30 |  |

|  | Deportes Copiapó      | 3 - 0 | Magallanes         |  | La Caldera                 | Felipe Jara       | 26 de agosto | 16:00 |  |
|  | Santiago Morning      | 0 - 0 | Iberia             |  | Municipal de La Pintana    | Cristián Droguett | 26 de agosto | 16:30 |  |
|  | Deportes Puerto Montt | 1 - 2 | Deportes Valdivia  |  | Chinquihue                 | Cristián Garay    | 26 de agosto | 18:00 |  |
|  | Ñublense              | 3 - 0 | Cobreloa           |  | Nelson Oyarzún Arenas      | Marcelo González  | 27 de agosto | 16:00 |  |
|  | Unión San Felipe      | 0 - 2 | Unión La Calera    |  | Municipal de San Felipe    | Nicolás Gamboa    | 27 de agosto | 16:00 |  |
|  | Coquimbo Unido        | 1 - 0 | Barnechea          |  | Francisco Sánchez Rumoroso | Omar Oporto       | 27 de agosto | 17:00 |  |
|  | San Marcos de Arica   | 3 - 0 | Cobresal           |  | Carlos Dittborn            | Rafael Troncoso   | 27 de agosto | 17:00 |  |
|  | Rangers               | 1 - 1 | Deportes La Serena |  | Fiscal de Talca            | Benjamín Saravia  | 27 de agosto | 20:30 |  |

|  | Unión La Calera    | 1 - 0 | Deportes Puerto Montt |  | Lucio Fariña Fernández    | Fabián Aracena    | 2 de septiembre | 15:00 |  |
|  | Santiago Morning   | 4 - 2 | San Marcos de Arica   |  | Municipal de La Pintana   | José Cabero       | 2 de septiembre | 16:30 |  |
|  | Barnechea          | 4 - 2 | Rangers               |  | Municipal de Lo Barnechea | Claudio Aranda    | 2 de septiembre | 18:00 |  |
|  | Deportes La Serena | 3 - 1 | Magallanes            |  | La Portada                | Fernando Vejar    | 2 de septiembre | 20:00 |  |
|  | Cobreloa           | 3 - 2 | Deportes Copiapó      |  | Zorros del Desierto       | Nicolás Gamboa    | 3 de septiembre | 12:00 |  |
|  | Deportes Valdivia  | 1 - 0 | Unión San Felipe      |  | Parque Municipal          | Cristián Droguett | 3 de septiembre | 15:30 |  |
|  | Cobresal           | 5 - 0 | Ñublense              |  | El Cobre                  | Omar Oporto       | 3 de septiembre | 16:00 |  |
|  | Iberia             | 1 - 2 | Coquimbo Unido        |  | Municipal de Los Ángeles  | Cristián Droguett | 18 de octubre   | 19:00 |  |

|  | Unión San Felipe      | 0 - 0 | Cobresal           |  | Municipal de San Felipe    | Marcelo González | 8 de septiembre  | 18:00 |  |
|  | Deportes Copiapó      | 1 - 0 | Santiago Morning   |  | La Caldera                 | Benjamín Saravia | 9 de septiembre  | 16:00 |  |
|  | Magallanes            | 3 - 0 | Barnechea          |  | Municipal de San Bernardo  | Cristián Garay   | 9 de septiembre  | 16:00 |  |
|  | Deportes Puerto Montt | 1 - 1 | Deportes La Serena |  | Chinquihue                 | Felipe Jara      | 9 de septiembre  | 17:00 |  |
|  | Coquimbo Unido        | 1 - 0 | Cobreloa           |  | Francisco Sánchez Rumoroso | Rafael Troncoso  | 9 de septiembre  | 19:00 |  |
|  | Rangers               | 1 - 3 | Iberia             |  | Fiscal de Talca            | Patricio Blanca  | 9 de septiembre  | 20:30 |  |
|  | Ñublense              | 0 - 1 | Unión La Calera    |  | Nelson Oyarzún Arenas      | Christian Rojas  | 10 de septiembre | 16:00 |  |
|  | San Marcos de Arica   | 2 - 1 | Deportes Valdivia  |  | Carlos Dittborn            | Fabián Aracena   | 10 de septiembre | 17:00 |  |

|  | Santiago Morning    | 2 - 1 | Rangers               |  | Municipal de La Pintana  | Omar Oporto       | 23 de septiembre | 12:30 |  |
|  | Iberia              | 2 - 3 | Magallanes            |  | Municipal de Los Ángeles | Rafael Troncoso   | 23 de septiembre | 19:00 |  |
|  | Unión La Calera     | 2 - 2 | Coquimbo Unido        |  | Lucio Fariña Fernández   | Fernando Vejar    | 24 de septiembre | 15:30 |  |
|  | Deportes La Serena  | 3 - 1 | Deportes Copiapó      |  | La Portada               | Fabián Aracena    | 24 de septiembre | 15:30 |  |
|  | Deportes Valdivia   | 0 - 1 | Ñublense              |  | Parque Municipal         | Claudio Aranda    | 24 de septiembre | 15:30 |  |
|  | Cobresal            | 2 - 3 | Barnechea             |  | El Cobre                 | Nicolás Gamboa    | 24 de septiembre | 16:00 |  |
|  | Cobreloa            | 2 - 0 | Deportes Puerto Montt |  | Zorros del Desierto      | Cristian Droguett | 24 de septiembre | 16:00 |  |
|  | San Marcos de Arica | 0 - 0 | Unión San Felipe      |  | Carlos Dittborn          | Felipe Jara       | 24 de septiembre | 17:00 |  |

|  | Barnechea             | 2 - 0 | Deportes Valdivia   |  | Municipal de Lo Barnechea | Cristián Droguett | 29 de septiembre | 20:00 |  |
|  | Deportes Copiapó      | 0 - 0 | San Marcos de Arica |  | La Caldera                | Patricio Blanca   | 30 de septiembre | 16:00 |  |
|  | Magallanes            | 0 - 1 | Unión La Calera     |  | Municipal de San Bernardo | José Cabero       | 30 de septiembre | 17:00 |  |
|  | Deportes Puerto Montt | 3 - 2 | Santiago Morning    |  | Chinquihue                | Angelo Hermosilla | 30 de septiembre | 18:00 |  |
|  | Cobreloa              | 4 - 2 | Iberia              |  | Zorros del Desierto       | Cristián Garay    | 1 de octubre     | 16:00 |  |
|  | Ñublense              | 1 - 1 | Deportes La Serena  |  | Nelson Oyarzún Arenas     | Marcelo González  | 1 de octubre     | 16:00 |  |
|  | Unión San Felipe      | 2 - 2 | Coquimbo Unido      |  | Municipal de San Felipe   | Benjamín Saravia  | 1 de octubre     | 18:00 |  |
|  | Rangers               | 2 - 0 | Cobresal            |  | Fiscal de Talca           | Rafael Troncoso   | 1 de octubre     | 20:30 |  |

|  | Deportes Valdivia   | 0 - 1 | Magallanes            |  | Parque Municipal           | Cristián Garay                | 7 de octubre | 16:30 |  |
|  | Santiago Morning    | 0 - 0 | Deportes La Serena    |  | Municipal de La Pintana    | Fernando Vejar                | 7 de octubre | 17:00 |  |
|  | Iberia              | 0 - 1 | Barnechea             |  | Ester Roa Rebolledo        | José Cabero                   | 7 de octubre | 17:00 |  |
|  | Coquimbo Unido      | 1 - 1 | Rangers               |  | Francisco Sánchez Rumoroso | Fabián Aracena                | 7 de octubre | 20:00 |  |
|  | Unión La Calera     | 4 - 2 | Deportes Copiapó      |  | Lucio Fariña Fernández     | Felipe Jara Cristián Droguett | 8 de octubre | 12:00 |  |
|  | San Marcos de Arica | 1 - 1 | Ñublense              |  | Carlos Dittborn            | Claudio Aranda                | 8 de octubre | 17:00 |  |
|  | Cobresal            | 2 - 4 | Cobreloa              |  | El Cobre                   | Omar Oporto                   | 8 de octubre | 17:00 |  |
|  | Unión San Felipe    | 0 - 0 | Deportes Puerto Montt |  | Municipal de San Felipe    | Nicolás Gamboa                | 8 de octubre | 18:00 |  |

|  | Barnechea             | 4 - 2 | Cobreloa            |  | Municipal de Lo Barnechea | Cristián Garay    | 13 de octubre | 20:30 |  |
|  | Unión La Calera       | 3 - 3 | Iberia              |  | Lucio Fariña Fernández    | Fabián Aracena    | 14 de octubre | 17:00 |  |
|  | Deportes Copiapó      | 1 - 2 | Unión San Felipe    |  | La Caldera                | Marcelo González  | 14 de octubre | 17:00 |  |
|  | Magallanes            | 1 - 2 | Cobresal            |  | Municipal de San Bernardo | Héctor Jona       | 14 de octubre | 17:00 |  |
|  | Deportes Puerto Montt | 1 - 0 | San Marcos de Arica |  | Chinquihue                | Rafael Troncoso   | 14 de octubre | 18:00 |  |
|  | Rangers               | 1 - 0 | Deportes Valdivia   |  | Fiscal de Talca           | Patricio Blanca   | 14 de octubre | 20:00 |  |
|  | Deportes La Serena    | 2 - 1 | Coquimbo Unido      |  | La Portada                | José Cabero       | 15 de octubre | 12:00 |  |
|  | Ñublense              | 1 - 1 | Santiago Morning    |  | Nelson Oyarzún Arenas     | Cristián Droguett | 15 de octubre | 16:00 |  |

|  | Unión San Felipe    | 1 - 1 | Santiago Morning      |  | Municipal de San Felipe    | Rafael Troncoso   | 20 de octubre | 18:00 |  |
|  | Barnechea           | 1 - 1 | Ñublense              |  | Municipal de Lo Barnechea  | Nicolás Gamboa    | 20 de octubre | 20:30 |  |
|  | Iberia              | 3 - 2 | Deportes Copiapó      |  | Municipal de Los Ángeles   | Fernando Vejar    | 21 de octubre | 19:00 |  |
|  | Deportes Valdivia   | 1 - 1 | Unión La Calera       |  | Parque Municipal           | Christian Rojas   | 22 de octubre | 15:30 |  |
|  | Cobresal            | 2 - 1 | Deportes La Serena    |  | El Cobre                   | Benjamín Saravia  | 22 de octubre | 17:00 |  |
|  | Cobreloa            | 1 - 2 | Magallanes            |  | Zorros del Desierto        | Claudio Aranda    | 22 de octubre | 17:00 |  |
|  | San Marcos de Arica | 1 - 0 | Rangers               |  | Carlos Dittborn            | Cristián Droguett | 22 de octubre | 17:00 |  |
|  | Coquimbo Unido      | 1 - 2 | Deportes Puerto Montt |  | Francisco Sánchez Rumoroso | Cristián Garay    | 22 de octubre | 18:30 |  |

|  | Unión La Calera       | 1 - 0 | Barnechea           |  | Lucio Fariña Fernández    | Piero Maza       | 27 de octubre | 20:00 |            |
|  | Santiago Morning      | 0 - 2 | Deportes Valdivia   |  | Municipal de La Pintana   | Fernando Vejar   | 28 de octubre | 17:00 |            |
|  | Deportes Copiapó      | 2 - 0 | Coquimbo Unido      |  | La Caldera                | Benjamín Saravia | 28 de octubre | 17:00 |            |
|  | Magallanes            | 2 - 1 | San Marcos de Arica |  | Municipal de San Bernardo | Julio Bascuñán   | 28 de octubre | 17:00 |            |
|  | Deportes Puerto Montt | 1 - 0 | Cobresal            |  | Chinquihue                | Héctor Jona      | 28 de octubre | 18:00 |            |
|  | Iberia                | 1 - 0 | Ñublense            |  | Municipal de Los Ángeles  | Rafael Troncoso  | 28 de octubre | 19:00 |            |
|  | Rangers               | 3 - 2 | Cobreloa            |  | Fiscal de Talca           | Omar Oporto      | 28 de octubre | 20:30 | CDF Básico |
|  | Deportes La Serena    | 0 - 1 | Unión San Felipe    |  | La Portada                | Jorge Osorio     | 29 de octubre | 16:30 |            |

|  | Barnechea           | 3 - 3 | Unión San Felipe      |  | Municipal de Lo Barnechea  | José Cabero       | 3 de noviembre | 20:30 |  |
|  | Rangers             | 1 - 1 | Magallanes            |  | Fiscal de Talca            | Cristián Garay    | 4 de noviembre | 18:30 |  |
|  | Coquimbo Unido      | 4 - 0 | Santiago Morning      |  | Francisco Sánchez Rumoroso | Marcelo González  | 4 de noviembre | 20:00 |  |
|  | Deportes Valdivia   | 0 - 2 | Deportes Copiapó      |  | Parque Municipal           | Angelo Hermosilla | 5 de noviembre | 17:00 |  |
|  | Ñublense            | 2 - 0 | Deportes Puerto Montt |  | Nelson Oyarzún Arenas      | Cristián Droguett | 5 de noviembre | 17:00 |  |
|  | Cobreloa            | 4 - 0 | Deportes La Serena    |  | Zorros del Desierto        | Rafael Troncoso   | 5 de noviembre | 17:00 |  |
|  | Cobresal            | 3 - 0 | Iberia                |  | El Cobre                   | Franco Arrué      | 5 de noviembre | 17:00 |  |
|  | San Marcos de Arica | 1 - 3 | Unión La Calera       |  | Carlos Dittborn            | Fabián Aracena    | 5 de noviembre | 21:00 |  |

|  | Deportes Copiapó      | 1 - 0 | Rangers             |  | La Caldera                | Fernando Vejar    | 11 de noviembre | 12:00 |                      |
|  | Deportes Puerto Montt | 2 - 2 | Barnechea           |  | Chinquihue                | Cristián Garay    | 11 de noviembre | 16:00 |                      |
|  | Magallanes            | 2 - 0 | Coquimbo Unido      |  | Municipal de San Bernardo | Nicolás Gamboa    | 11 de noviembre | 17:00 |                      |
|  | Santiago Morning      | 0 - 3 | Cobresal            |  | Municipal de La Pintana   | Omar Oporto       | 11 de noviembre | 17:00 |                      |
|  | Unión San Felipe      | 1 - 0 | Ñublense            |  | Municipal de San Felipe   | Franco Arrué      | 12 de noviembre | 17:00 |                      |
|  | Deportes La Serena    | 1 - 2 | Deportes Valdivia   |  | La Portada                | Roberto Tobar     | 12 de noviembre | 17:00 | CDF Básico           |
|  | Iberia                | 1 - 1 | San Marcos de Arica |  | Municipal de Los Ángeles  | Julio Bascuñán    | 12 de noviembre | 17:00 | CDF Premium · CDF HD |
|  | Unión La Calera       | 3 - 0 | Cobreloa            |  | Lucio Fariña Fernández    | Cristián Droguett | 13 de noviembre | 20:00 |                      |

## Cuadro de Promoción
|  | Semifinal           | Semifinal | Semifinal | Semifinal |  |  | Final                | Final | Final |       |
|  |                     |           |           |           |  |  |                      |       |       |       |
|  |                     |           |           |           |  |  |                      |       |       |       |
|  | San Marcos de Arica | 1         | 0         | 1         |  |  |                      |       |       |       |
|  | Unión La Calera     | 0         | 2         | 2         |  |  |                      |       |       |       |
|  |                     |           |           |           |  |  |                      |       |       |       |
|  |                     |           |           |           |  |  | Unión La Calera (p.) | 0     | 1     | 1 (5) |
|  |                     |           |           |           |  |  | Santiago Wanderers   | 1     | 0     | 1 (4) |
|  |                     |           |           |           |  |  |                      |       |       |       |

## Resultados de Promoción
A esta llave llegan San Marcos de Arica, que fue el subcampeón del torneo anterior y el campeón de este torneo Unión La Calera. El vencedor de esta llave, clasifica directamente a la Final de Promoción, donde enfrentará al último del promedio de la Primera División.

### Semifinal
|  | San Marcos de Arica | 1 - 0 | Unión La Calera |  | Carlos Dittborn | Christian Rojas | 24 de noviembre | 22:00 | CDF HD |

|  | Unión La Calera | 2 - 0 | San Marcos de Arica |  | Lucio Fariña Fernández | Eduardo Gamboa | 5 de diciembre | 20:00 | CDF HD |

### Final
|  | Unión La Calera | 0 - 1 | Santiago Wanderers |  | Lucio Fariña Fernández | Eduardo Gamboa | 14 de diciembre | 19:00 | CDF HD |

|  | Santiago Wanderers | 0 - 1 (4:5 p.) | Unión La Calera |  | Elías Figueroa | Jorge Osorio | 21 de diciembre | 19:00 | CDF HD |

Unión La Calera asciende a la Primera División de Chile 2018 tras vencer 4 - 5 a Wanderers en penales.

## Tabla de descenso
Fecha de actualización: 13 de noviembre de 2017.
| Pos. | Clubes                | 2016-17 | 2017 | Total | PJ | Promedio | DG  |
| ---- | --------------------- | ------- | ---- | ----- | -- | -------- | --- |
| 1.   | San Marcos de Arica   | 50      | 20   | 70    | 43 | 1,628    | +11 |
| 2.   | Coquimbo Unido        | 43      | 22   | 65    | 43 | 1,512    | +7  |
| 3.   | Cobreloa              | 41      | 23   | 64    | 43 | 1,488    | +10 |
| 4.   | Barnechea             | -       | 22   | 22    | 15 | 1,467    | +1  |
| 5.   | Deportes La Serena    | 40      | 19   | 59    | 43 | 1,372    | +4  |
| 6.   | Santiago Morning      | 42      | 17   | 59    | 43 | 1,372    | 0   |
| 7.   | Deportes Copiapó      | 32      | 26   | 58    | 43 | 1,349    | +4  |
| 8.   | Cobresal              | -       | 20   | 20    | 15 | 1,333    | +3  |
| 9.   | Magallanes            | 36      | 21   | 57    | 43 | 1,326    | -1  |
| 10.  | Rangers               | 40      | 13   | 53    | 43 | 1,233    | -8  |
| 11.  | Unión San Felipe      | 32      | 20   | 52    | 43 | 1,209    | +1  |
| 12.  | Deportes Puerto Montt | 31      | 21   | 52    | 43 | 1,209    | -2  |
| 13.  | Unión La Calera       | 18      | 34   | 52    | 43 | 1,209    | -8  |
| 14.  | Ñublense              | 29      | 18   | 47    | 43 | 1,093    | -11 |
| 15.  | Deportes Valdivia     | 32      | 15   | 47    | 43 | 1,093    | -19 |
| 16.  | Iberia (D)            | 28      | 18   | 46    | 43 | 1,070    | -13 |

     Zona de Descenso. Descendido a la Segunda División Profesional 2018.

## Evolución de la tabla de descenso
| Equipo / Fecha        | 1  | 2  | 3  | 4  | 5  | 6  | 7  | 8  | 9  | 10 | 11 | 12 | 13 | 14 | 15 |
| --------------------- | -- | -- | -- | -- | -- | -- | -- | -- | -- | -- | -- | -- | -- | -- | -- |
| San Marcos de Arica   | 1  | 1  | 1  | 1  | 1  | 1  | 1  | 1  | 1  | 1  | 2  | 1  | 1  | 1  | 1  |
| Coquimbo Unido        | 4  | 3  | 3  | 2  | 2  | 2  | 2  | 2  | 2  | 4  | 3  | 3  | 3  | 2  | 2  |
| Cobreloa              | 5  | 5  | 4  | 3  | 5  | 5  | 5  | 5  | 3  | 2  | 4  | 4  | 4  | 3  | 3  |
| Barnechea             | 16 | 6  | 6  | 15 | 15 | 11 | 15 | 7  | 6  | 3  | 1  | 2  | 2  | 4  | 4  |
| Deportes La Serena    | 2  | 4  | 5  | 5  | 4  | 4  | 3  | 3  | 4  | 6  | 5  | 5  | 5  | 5  | 5  |
| Santiago Morning      | 3  | 2  | 2  | 4  | 3  | 3  | 4  | 4  | 5  | 5  | 6  | 6  | 6  | 6  | 6  |
| Deportes Copiapó      | 9  | 10 | 8  | 6  | 6  | 6  | 6  | 6  | 7  | 7  | 7  | 8  | 8  | 7  | 7  |
| Cobresal              | 13 | 16 | 16 | 14 | 16 | 10 | 11 | 15 | 16 | 16 | 15 | 11 | 14 | 10 | 8  |
| Magallanes            | 8  | 9  | 9  | 9  | 9  | 12 | 9  | 8  | 10 | 8  | 9  | 7  | 7  | 8  | 9  |
| Rangers               | 6  | 7  | 7  | 7  | 7  | 7  | 7  | 9  | 8  | 9  | 8  | 9  | 9  | 9  | 10 |
| Unión San Felipe      | 11 | 12 | 11 | 10 | 10 | 13 | 13 | 14 | 12 | 12 | 11 | 12 | 11 | 12 | 11 |
| Deportes Puerto Montt | 7  | 8  | 10 | 8  | 8  | 8  | 8  | 10 | 9  | 10 | 10 | 10 | 10 | 11 | 12 |
| Unión La Calera       | 15 | 15 | 15 | 16 | 14 | 16 | 16 | 16 | 15 | 13 | 13 | 14 | 12 | 13 | 13 |
| Ñublense              | 12 | 13 | 13 | 12 | 11 | 14 | 14 | 11 | 11 | 11 | 12 | 13 | 15 | 14 | 14 |
| Deportes Valdivia     | 10 | 11 | 14 | 13 | 12 | 9  | 10 | 12 | 13 | 14 | 14 | 16 | 16 | 16 | 15 |
| Iberia                | 14 | 14 | 12 | 11 | 13 | 15 | 12 | 13 | 14 | 15 | 16 | 15 | 13 | 15 | 16 |

## Cuadro final
| Cuadro de Honor  | Cuadro de Honor | Cuadro de Honor |
| Equipo           | Premio          | Título(s)       |
| ---------------- | --------------- | --------------- |
| Unión La Calera  | Campeón         |                 |
| Deportes Copiapó | Subcampeón      | Transición 2017 |
| Cobreloa         | Tercer lugar    |                 |
| Coquimbo Unido   | Cuarto lugar    |                 |
| Otros            |                 |                 |
| Unión La Calera  | Ascendido       |                 |

## Estadísticas
Actualizado el 13 de noviembre de 2017.

| Top 10              | Top 10                | Top 10 |
| ------------------- | --------------------- | ------ |
| Jugador             | Equipo                | Goles  |
| Lucas Simón         | Cobreloa              | 11     |
| Sebastián Abreu     | Deportes Puerto Montt | 11     |
| Matías Campos López | San Marcos de Arica   | 10     |
| David Escalante     | Santiago Morning      | 8      |
| Rafael Viotti       | Unión La Calera       | 8      |
| Francisco Ibáñez    | Deportes Copiapó      | 7      |
| Mauricio Gómez      | Iberia                | 7      |
| Richard Barroilhet  | Barnechea             | 6      |
| Camilo Gaínza       | Barnechea             | 6      |
| Ever Cantero        | Cobresal              | 6      |

| Tabla de goleadores completa | Tabla de goleadores completa | Tabla de goleadores completa |
| ---------------------------- | ---------------------------- | ---------------------------- |
| Jugador                      | Equipo                       | Goles                        |
| Nicolás Millán               | Deportes Copiapó             | 5                            |
| Albano Becica                | Deportes La Serena           | 5                            |
| John Jairo Mosquera          | Deportes La Serena           | 5                            |
| Diego Ruiz                   | Iberia                       | 5                            |
| Gonzalo Sosa                 | Magallanes                   | 5                            |
| Sebastián Varas              | Ñublense                     | 5                            |
| Sergio Comba                 | Rangers                      | 5                            |
| Kilian Delgado               | Coquimbo Unido               | 4                            |
| Iván Ledezma                 | Coquimbo Unido               | 4                            |
| Jefferson Castillo           | Deportes Copiapó             | 4                            |
| Cristóbal Marín              | Deportes La Serena           | 4                            |
| Diego Opazo                  | Iberia                       | 4                            |
| Nicolás Pérez                | Magallanes                   | 4                            |
| Leonardo Olivera             | San Marcos de Arica          | 4                            |
| Francisco Castro             | Barnechea                    | 3                            |
| Alfonso Urbina               | Barnechea                    | 3                            |
| Walter Daniel Gómez          | Cobreloa                     | 3                            |
| Ignacio Jara                 | Cobreloa                     | 3                            |
| Arturo Sanhueza              | Cobreloa                     | 3                            |
| Jorge Romo                   | Cobresal                     | 3                            |
| Nelson Sepúlveda             | Cobresal                     | 3                            |
| Camilo Melivilú              | Coquimbo Unido               | 3                            |
| José Tiznado                 | Deportes Copiapó             | 3                            |
| Jorge Guajardo               | Deportes Puerto Montt        | 3                            |
| Dagoberto Currimilla         | Deportes Valdivia            | 3                            |
| Juan Gutiérrez               | Iberia                       | 3                            |
| José Pérez                   | Rangers                      | 3                            |
| Gonzalo Reyes                | Santiago Morning             | 3                            |
| Gonzalo Abán                 | Unión La Calera              | 3                            |
| Emmanuel Pío                 | Unión San Felipe             | 3                            |
| Héctor Vega                  | Unión San Felipe             | 3                            |
| Allan Luttecke               | Barnechea                    | 2                            |
| Bayron Oyarzo                | Barnechea                    | 2                            |
| Michael Contreras            | Cobreloa                     | 2                            |
| José Luis Jiménez            | Cobreloa                     | 2                            |
| Christian Pavez              | Cobreloa                     | 2                            |
| Carlos Oyaneder              | Cobresal                     | 2                            |
| Fabián Torres                | Coquimbo Unido               | 2                            |
| Washington Torres            | Coquimbo Unido               | 2                            |
| Nicolás Forttes              | Deportes Copiapó             | 2                            |
| Francisco Román              | Deportes Copiapó             | 2                            |
| Jorge Aquino                 | Deportes La Serena           | 2                            |
| Pablo Tapia                  | Deportes Puerto Montt        | 2                            |
| Nahuel Donadell              | Deportes Valdivia            | 2                            |
| Jorge Gálvez                 | Deportes Valdivia            | 2                            |
| Jorge Lagües                 | Deportes Valdivia            | 2                            |
| Mario Pardo                  | Iberia                       | 2                            |
| Diego Aravena                | Magallanes                   | 2                            |
| Daniel Dip                   | Magallanes                   | 2                            |
| José Luis García             | Magallanes                   | 2                            |
| Vicente Gatica               | Ñublense                     | 2                            |
| Nino Rojas                   | Rangers                      | 2                            |
| Nelson Bustamante            | Santiago Morning             | 2                            |
| Roberto Reyes                | Santiago Morning             | 2                            |
| Lucas Fierro                 | Unión La Calera              | 2                            |
| Víctor Morales               | Unión La Calera              | 2                            |
| Wilson Piñones               | Unión La Calera              | 2                            |
| Germán Rivero                | Unión La Calera              | 2                            |
| Paulo Rosales                | Unión La Calera              | 2                            |
| Ricardo González             | Unión San Felipe             | 2                            |
| Miguel Orellana              | Unión San Felipe             | 2                            |
| Fernando Cornejo             | Barnechea                    | 1                            |
| Cristián Muñoz               | Barnechea                    | 1                            |
| Henry Sanhueza               | Barnechea                    | 1                            |
| Francisco Tapia              | Barnechea                    | 1                            |
| Matías González              | Cobreloa                     | 1                            |
| Pablo Parra                  | Cobreloa                     | 1                            |
| Patricio Romero              | Cobreloa                     | 1                            |
| Miguel Sanhueza              | Cobreloa                     | 1                            |
| Ronaldo Abarca               | Cobresal                     | 1                            |
| José Luis Cabión             | Cobresal                     | 1                            |
| Juan José Contreras          | Cobresal                     | 1                            |
| Rodolfo González             | Cobresal                     | 1                            |
| Eduardo López                | Cobresal                     | 1                            |
| Lino Maldonado               | Cobresal                     | 1                            |
| Flavio Rojas                 | Cobresal                     | 1                            |
| Fabián Saavedra              | Cobresal                     | 1                            |
| Iván Sandoval                | Cobresal                     | 1                            |
| Marco Collao                 | Coquimbo Unido               | 1                            |
| Daniel Malhue                | Coquimbo Unido               | 1                            |
| Leonardo Monje               | Coquimbo Unido               | 1                            |
| Dante Martínez               | Deportes Copiapó             | 1                            |
| Aníbal Carvallo              | Deportes La Serena           | 1                            |
| Patricio Rubina              | Deportes La Serena           | 1                            |
| Mauricio Salazar             | Deportes La Serena           | 1                            |
| Felipe Venegas               | Deportes La Serena           | 1                            |
| Leandro Delgado              | Deportes Puerto Montt        | 1                            |
| Wladimir Herrera             | Deportes Puerto Montt        | 1                            |
| Alejandro Martínez           | Deportes Valdivia            | 1                            |
| Christopher Ojeda            | Deportes Valdivia            | 1                            |
| Humberto Bustamante          | Iberia                       | 1                            |
| Felipe Elgueta               | Iberia                       | 1                            |
| Marcelo Jorquera             | Iberia                       | 1                            |
| Sebastián Silva              | Iberia                       | 1                            |
| Mauro Lópes                  | Magallanes                   | 1                            |
| Juan Gonzalo Lorca           | Magallanes                   | 1                            |
| Jaime Gaete                  | Ñublense                     | 1                            |
| Ignacio Ibáñez               | Ñublense                     | 1                            |
| Gaspar Páez                  | Ñublense                     | 1                            |
| José Antonio Rojas           | Ñublense                     | 1                            |
| José Barrera                 | Rangers                      | 1                            |
| Guillermo Díaz               | Rangers                      | 1                            |
| Jorge Sotomayor              | Rangers                      | 1                            |
| Carlos Soza                  | Rangers                      | 1                            |
| Francisco Bahamondes         | San Marcos de Arica          | 1                            |
| Javier Cabezas               | San Marcos de Arica          | 1                            |
| Sebastián Emanuel González   | San Marcos de Arica          | 1                            |
| Matías Grandis               | San Marcos de Arica          | 1                            |
| Claudio Muñoz                | San Marcos de Arica          | 1                            |
| Michael Silva                | San Marcos de Arica          | 1                            |
| Diego Cerón                  | Santiago Morning             | 1                            |
| Óscar Ortega                 | Santiago Morning             | 1                            |
| Nicolás Astete               | Unión La Calera              | 1                            |
| Matías Navarrete             | Unión La Calera              | 1                            |
| Francisco Sánchez            | Unión La Calera              | 1                            |
| Cristián Vilches             | Unión La Calera              | 1                            |
| Jimmy Cisterna               | Unión San Felipe             | 1                            |
| Félix Cortés                 | Unión San Felipe             | 1                            |
| Jesús Pino                   | Unión San Felipe             | 1                            |
| Gonzalo Villegas             | Unión San Felipe             | 1                            |

     Máximo goleador del torneo.

## Datos y estadísticas

### Récords de goles
- Primer gol del torneo: anotado por Wladimir Herrera, para Deportes Puerto Montt ante Rangers (29 de julio).
- Gol más rápido: anotado en el minuto 1 por Gonzalo Abán, para Unión La Calera ante Ñublense (Fecha 7).
- Gol más cercano al final del encuentro: anotado en el minuto 95 por Leonardo Olivera, para Cobreloa ante San Marcos de Arica (Fecha 2).
- Mayor número de goles marcados en un partido: 7 goles.
  - Cobreloa 4 - 3 Santiago Morning (Fecha 4).
- Mayor victoria de local:
  - Cobresal 5 - 0 Ñublense. (Fecha 6).
- Mayor victoria de visita:
  - Santiago Morning 0 - 3 Cobresal. (Fecha 15).

### Rachas de equipos
- Racha más larga de victorias: de 5 partidos.
  - Unión La Calera (Fecha 3 – 7).
- Racha más larga de partidos sin perder: de 13 partidos.
  - Unión La Calera (Fecha 3 – 15).
- Racha más larga de derrotas: de 5 partidos.
  - Deportes Valdivia (Fecha 7 – 11).
- Racha más larga de partidos sin ganar: de 8 partidos.
  - Rangers (Fecha 1 – 8).
- Racha más larga de partidos con portería imbatida: de 5 partidos.
  - Unión La Calera (Fecha 3 – 7).

## Asistencia en los estadios

### 20 partidos con mejor asistencia
Fecha de actualización: 14 de noviembre de 2017
| Fecha | Estadio                                 | Ciudad       | Local                 | Visita                | Público |
| ----- | --------------------------------------- | ------------ | --------------------- | --------------------- | ------- |
| 11    | La Portada                              | La Serena    | Deportes La Serena    | Coquimbo Unido        | 9.749   |
| 6     | Zorros del Desierto                     | Calama       | Cobreloa              | Deportes Copiapó      | 4.952   |
| 13    | Bicentenario Chinquihue                 | Puerto Montt | Deportes Puerto Montt | Cobresal              | 4.668   |
| 14    | Bicentenario Nelson Oyarzún Arenas      | Chillán      | Ñublense              | Deportes Puerto Montt | 4.559   |
| 2     | Zorros del Desierto                     | Calama       | Cobreloa              | San Marcos de Arica   | 4.129   |
| 8     | La Portada                              | La Serena    | Deportes La Serena    | Deportes Copiapó      | 4.060   |
| 4     | Zorros del Desierto                     | Calama       | Cobreloa              | Santiago Morning      | 3.958   |
| 11    | Bicentenario Chinquihue                 | Puerto Montt | Deportes Puerto Montt | San Marcos de Arica   | 3.865   |
| 15    | Bicentenario Lucio Fariña Fernández     | Quillota     | Unión La Calera       | Cobreloa              | 3.770   |
| 13    | La Portada                              | La Serena    | Deportes La Serena    | Unión San Felipe      | 3.706   |
| 4     | La Portada                              | La Serena    | Deportes La Serena    | San Marcos de Arica   | 3.653   |
| 12    | Zorros del Desierto                     | Calama       | Cobreloa              | Magallanes            | 3.620   |
| 3     | Bicentenario Chinquihue                 | Puerto Montt | Deportes Puerto Montt | Iberia                | 3.611   |
| 9     | Zorros del Desierto                     | Calama       | Cobreloa              | Iberia                | 3.434   |
| 1     | Bicentenario Chinquihue                 | Puerto Montt | Deportes Puerto Montt | Rangers               | 3.408   |
| 3     | La Portada                              | La Serena    | Deportes La Serena    | Unión La Calera       | 3.343   |
| 8     | Zorros del Desierto                     | Calama       | Cobreloa              | Deportes Puerto Montt | 3.298   |
| 7     | Bicentenario Francisco Sánchez Rumoroso | Coquimbo     | Coquimbo Unido        | Cobreloa              | 3.155   |
| 1     | La Portada                              | La Serena    | Deportes La Serena    | Iberia                | 3.096   |
| 6     | La Portada                              | La Serena    | Deportes La Serena    | Magallanes            | 3.029   |

### Promedio de asistencia por clubes
| #   | Club                  | Promedio | Total  | PJ |
| --- | --------------------- | -------- | ------ | -- |
| 1.  | Deportes La Serena    | 4.179    | 33.435 | 8  |
| 2.  | Cobreloa              | 3.679    | 25.751 | 7  |
| 3.  | Deportes Puerto Montt | 3.257    | 26.053 | 8  |
| 4.  | Coquimbo Unido        | 2.500    | 17.501 | 7  |
| 5.  | Ñublense              | 2.439    | 17.071 | 7  |
| 6.  | San Marcos de Arica   | 1.941    | 15.530 | 8  |
| 7.  | Unión La Calera       | 1.719    | 13.752 | 8  |
| 8.  | Rangers               | 1.460    | 10.219 | 7  |
| 9.  | Deportes Valdivia     | 1.136    | 7.950  | 7  |
| 10. | Iberia                | 1.074    | 8.588  | 8  |
| 11. | Unión San Felipe      | 780      | 6.242  | 8  |
| 12. | Magallanes            | 778      | 5.445  | 7  |
| 13. | Barnechea             | 576      | 4.032  | 7  |
| 14. | Cobresal              | 442      | 3.096  | 7  |
| 15. | Santiago Morning      | 403      | 3.221  | 8  |
| 16. | Deportes Copiapó      | 324      | 2.589  | 8  |